# Derkum
Derkum is een plaats in de Duitse gemeente Weilerswist, deelstaat Noordrijn-Westfalen, en telt 1.703 inwoners.